# Vasile cel Binecuvântat
Vasile Blajinul sau Vasile cel Binecuvântat (în rusă Василий Блаженный, transliterat: Vasili Blajennîi; n. decembrie 1468, Moscova, Cnezatul Moscovei – d. 2 august 1552, Moscova, Țaratul Rusiei), cunoscut și ca Vasile cel Nebun întru Hristos, Fericitul Vasile din Moscova sau Vasile făcătorul de minuni din Moscova, a fost un  mistic rus din rândul nebunilor întru Hristos. Este venerat ca sfânt creștin ortodox. 
Se presupune că s-a născut în 1469 din părinți șerbi. Încă din copilărie, a început să muncească într-o cizmărie ca ucenic.
A dus o viață într-un stil nonconformist, vagabondând sumar îmbrăcat pe străzile Moscovei.
Se spune că a emis mai multe profeții, printre care cea mai cunoscută este cea legată de incendierea capitalei ruse și adresată țarului.
Anul morții sale ar putea fi 1551, 1552 sau 1557. A fost canonizat în 1580 și este sărbătorit la 2 august.
Relicvele (moaștele) sale se află în Catedrala Sfântul Vasile din Moscova, într-o raclă de argint, constituind obiect de cinstire pentru credincioși.

## Legăturiexterne
- en St Basil of Moscow Orthodox Icon and Synaxarion
- en The Holy and Blessed Basil, "Fool for Christ" of Moscow from the Prologue from Ohrid